# Cicileus
Cicileus es un género de escorpiones de la familia Buthidae descrito por Vachon en 1948.

## Especies
Los siguientes son los nombres científicos de las diferentes especies que componen el género Cicileus; a la derecha de estos están los apellidos de sus descubridores y el año en que fueron descubiertas.
- C. exilis, Pallary, 1928.[2]
- C. cloudsleythompsoni, Lourenço, 1999.[3]
- C. latellai, Lourenço, 2015.[4]